# Bláznivá runway
Bláznivá runway (v anglickém originále Pushing Tin) je americká filmová komedie z roku 1999. Režisérem filmu je Mike Newell. Hlavní role ve filmu ztvárnili John Cusack, Billy Bob Thornton, Cate Blanchett, Angelina Jolie a Jake Weber.

## Obsazení
| John Cusack        | Nick Falzone   |
| Billy Bob Thornton | Russell Bell   |
| Cate Blanchett     | Connie Falzone |
| Angelina Jolie     | Mary Bell      |
| Jake Weber         | Barry Plotkin  |
| Kurt Fuller        | Ed Clabes      |
| Vicki Lewis        | Tina Leary     |
| Matt Ross          | Ron Hewitt     |